# 상해 탈출
상해 탈출은 한국에서 제작된 임권택 감독의 1969년 영화이다. 이순재 등이 주연으로 출연하였고 홍성칠 등이 제작에 참여하였다.

## 출연

### 주연
- 이순재
- 윤소라
- 김성옥

## 제작진
- 조명: 김진도
- 미술: 조경환